# Edu Bala
Carlos Eduardo da Silva, detto Edu Bala (San Paolo, 25 ottobre 1948), è un ex calciatore brasiliano, di ruolo attaccante.

## Caratteristiche tecniche
Giocava come attaccante.